# بروتين الريبوسوم S2
بروتين الريبوسوم S2 (بالإنجليزية: Ribosomal Protein S2)‏ (RPS2) هوَ بروتين يُشَفر بواسطة جين RPS2 في الإنسان.
الريبوسومات هي العضيات التي تحفز تخليق البروتين، تتكون من وحدة فرعية صغيرة 40S ووحدة فرعية كبيرة 60S. تتكون هذه الوحدات الفرعية معًا من 4 أنواع من رنا RNA وحوالي 80 بروتينًا مميزًا من الناحية الهيكلية. ويعد أحد مكونات الوحدة الصغرى 40S للريبوسوم والذي يلعب دورًا مهمًا في الترجمة في عملية الاصطناع الحيوي للبروتين (التي تشكل جزءا من عملية التعبير الجيني).

## تفاعلات
وجد أن بروتين الريبوسوم S2 يتفاعل مع بروتين أرجينين N- ميثيل ترانسفيراز 3 (PRMT3). كما وجد أنه يتفاعل مع بروتين يسمى Mdm2 يؤدي إلى تحفيز لبروتين53؛ هو جين مثبط للأورام في البشر، له دور مهم في الكائنات متعددة الخلايا حيث يقوم في تنظيم دورة الخلية وبالتالي يلعب دورا رئيسيا في كبح الأورام والوقاية من السرطان.

## روابط خارجية
- بروتين الريبوسوم S2 في نظام فهرسة المواضيع الطبية (MeSH) للمكتبة الوطنية الأمريكية للطب.